# Николай Угодник и охотники
«Николай Угодник и охотники» — короткометражный мультфильм Инны Пшеничной и Анатолия Солина; второй мультфильм из цикла, часто упоминаемого в сети под названием «Вертепъ».

## Сюжет
Мультфильм снят по сюжету русской народной сказки, разыгранной в вертепе.
Жили два охотника Агафон и Спиридон. Пошли они в лес пострелять дичь. Ходили они по лесу, но так никакой дичи подстрелить им и не удалось. Вдруг на тропе им попался Дедушка и предупредил, чтобы они не ходили этой тропой, потому что на ней живёт змея. Поблагодарили охотники старика, и он вдруг бесследно исчез. На самом деле этим стариком был святой Николай Угодник. Не поверили охотники святому Николаю, приняв его за обычного старика, посмеялись и пошли запретной тропой. Попался им на тропе целый сундук с разным богатством. Отправился Агафон домой за лошадью, чтобы увезти сундук, а Спиридон остался его охранять. Пришёл охотник домой и рассказал жене про сундук с богатством. Решили они с женой приготовить отравленную лепёшку, чтобы погубить Спиридона и всё богатство себе присвоить. А Спиридон тем временем думал, как убьёт Агафона, а его жене скажет, что не видел его. Застрелил Спиридон Агафона, затем съел отравленную лепёшку и сам умер. «Вот и кончилось дело, обоих змея съела».

## Съёмочная группа
| автор сценария и режиссёр | Инна Пшеничная |
| художники-постановщики    | Алексей Штыхин, Михаил Старченко, Владимир Никитин |
| композитор                | Анатолий Киселёв |
| оператор                  | Владимир Милованов |
| звукооператор             | Нелли Кудрина |
| роли озвучивали           | Виктор Сергачёв — Николай Угодник Александр Пожаров — охотник Агафон Всеволод Абдулов — охотник Спиридон Георгий Вицин — рассказчик Нина Гребешкова — жена охотника (в титрах не указана) |
| аниматоры                 | Алексей Штыхин, А. Турсуков, Сергей Антонов, А. Черепов, О. Коновалов, О. Святкова, Владимир Никитин                                                                                      |
| xудожники                 | Л. Андреева, Елена Сударикова, Е. Дулова, А. Василевска, С. Андреева, Н. Рыжкова |
| монтажёр                  | Т. Иванкова |
| редактор                  | Т. Бородина |
| директор                  | Л. Варенцова |

## Интересный факт
На тот же сюжет существует стихотворение С. Я. Маршака «Змея».
В мультфильме звучит песня «А ты, пташка-канарейка» в исполнении русской народной певицы Аграфены Глинкиной.